# Andreas Kast
Andreas Kast, född 11 juni 1988 i Berlin, är en tysk racerförare.

## Racingkarriär
Kast har under hela sin karriär tävlat inom standardvagnsracing, vilket han började med 2005. Då körde han i Toyota Yaris Cup Germany och slutade 22:a. 2006 bytte han till Renault Clio Cup Germany, där han tävlade i två år. Det gick aningen bättre det första året, då han slutade tolva, än det andra, då han slutade på trettonde plats. 2008 flyttade han upp till klass 2 i Division 1 i ADAC PROCAR. Han blev elva totalt i Division 1 och vann hela klass 2. 2009 tävlade han i samma serie, men denna gång i Division 3. Han slutade trea totalt och följde upp med att bli mästare i klassen 2010.
| År                                               | Klass/Mästerskap                       | Team                         | Bil                 | Totalt/poäng   | Bästa placering              |
| ------------------------------------------------ | -------------------------------------- | ---------------------------- | ------------------- | -------------- | ---------------------------- |
| 2005                                             | Toyota Yaris Cup Germany               | Motor-Company-Berlin         | Toyota Yaris        | 22:a/35p       | ?                            |
| 2006                                             | Renault Clio Cup Germany               | ?                            | Renault Clio RS Cup | 12:a/137p      | ?                            |
| 2007                                             | Renault Clio Cup Germany               | K&K Motorsport               | Renault Clio RS Cup | 13:e/130p      | ?                            |
| 2008                                             | ADAC PROCAR - Division 1               | K&K Motorsport               | Renault Clio RS III | 11:a/26p       | ?                            |
| 2008                                             | ADAC PROCAR - Division 1 - Klass 2     | K&K Motorsport               | Renault Clio RS III | 1:a/102p       | Tre segrar                   |
| 2009                                             | ADAC PROCAR - Division 3 (PROCAR 2000) | K&K Ahrens Racing            | Renault Clio RS III | 3:a/84p        | 1:a på ? (Race ?)            |
| 2010                                             | ADAC PROCAR - Division 3 (PROCAR 2000) | K&K Motorsport               | Renault Clio RS III | 1:a/115p       | Åtta segrar                  |
| 2011                                             | ADAC PROCAR - Division 1 (Super 2000)  | K&K Motorsport               | Audi A4             | säsongen pågår | säsongen pågår               |
| 2011                                             | European Touring Car Cup - Super 2000  | K&K Motorsport Scuderia AVUS | Audi A4             | 8:a/3p         | 6:a på Salzburgring (Race 2) |
| Senast uppdaterad: 2011-08-17 (4867 dagar sedan) |                                        |                              |                     |                |                              |